# Ołeksandr Kuczer
Ołeksandr Mykołajowycz Kuczer, ukr. Олександр Миколайович Кучер (ur. 22 października 1982 w Kijowie) – ukraiński piłkarz grający na pozycji środkowego obrońcy lub defensywnego pomocnika, reprezentant Ukrainy.

## Kariera piłkarska

### Kariera klubowa
Wychowanek Szkoły Sportowej Atłet Kijów i DJuSSz-19 w Kijowie, a potem Dynamo Kijów, barwy których bronił w juniorskich mistrzostwach Ukrainy (DJuFL). Jego pierwszym klubem w karierze był Arsenał Charków i w sezonie 2000/2001 zadebiutował w jego barwach w trzeciej lidze ukraińskiej. W 2002 roku wywalczył z Arsenałem awans do drugiej ligi ukraińskiej i sezon 2002/2003 spędził grając na tym szczeblu, ale na wiosnę trafił do Metałurha Donieck, a następnie został na pół roku wypożyczony do armeńskiego klubu Bananc Erywań z Erywania. Latem 2003 wrócił na Ukrainę i przez półtora roku bronił barw Metałurha, w którym był tylko rezerwowym i wystąpił w rozgrywkach Pucharu UEFA. Sezon 2004/2005 rozpoczął w Metaliście Charków, ale nie mogąc wywalczyć miejsca w podstawowej jedenastce został do końca sezonu wypożyczony do Arsenału Charków. Latem 2005 wrócił do Metalistu i osiągnął na tyle wysoką formę, że zaczął grać w podstawowej jedenastce klubu (zajął z nim 5. miejsce), a po sezonie przeszedł do Szachtara Donieck, z którym w 2007 roku został wicemistrzem kraju oraz wystąpił w fazie grupowej Ligi Mistrzów i Pucharze UEFA. 1 czerwca 2017 opuścił doniecki klub. 14 sierpnia 2017 podpisał kontrakt z tureckim Kayserisporem. 2 sierpnia 2019 przeszedł do Karpat Lwów. 21 stycznia 2020 kontrakt za obopólną zgodą został rozwiązany.
| Sezon   | Klub             | Kraj    | Rozgrywki         | Mecze | Bramki |
| ------- | ---------------- | ------- | ----------------- | ----- | ------ |
| 2000/01 | Arsenał Charków  | Ukraina | Druga Liha        | 17    | 2      |
| 2001/02 | Arsenał Charków  | Ukraina | Druga Liha        | 28    | 3      |
| 2002/03 | Arsenał Charków  | Ukraina | Persza Liha       | 14    | 0      |
| 2002/03 | Metałurh Donieck | Ukraina | Wyszcza Liha      | 1     | 0      |
| 2003    | Bananc Erywań    | Armenia | Bardsragujn chumb | 17    | 3      |
| 2003/04 | Metałurh Donieck | Ukraina | Wyszcza Liha      | 7     | 0      |
| 2004/05 | Metałurh Donieck | Ukraina | Wyszcza Liha      | 1     | 0      |
| 2004/05 | Metalist Charków | Ukraina | Wyszcza Liha      | 4     | 0      |
| 2004/05 | Arsenał Charków  | Ukraina | Persza Liha       | 12    | 0      |
| 2005/06 | Metalist Charków | Ukraina | Wyszcza Liha      | 23    | 2      |
| 2006/07 | Szachtar Donieck | Ukraina | Wyszcza Liha      | 14    | 0      |
| 2007/08 | Szachtar Donieck | Ukraina | Wyszcza Liha      | 21    | 1      |
| 2008/09 | Szachtar Donieck | Ukraina | Wyszcza Liha      | 15    | 0      |
| 2009/10 | Szachtar Donieck | Ukraina | Wyszcza Liha      | 14    | 1      |
| 2010/11 | Szachtar Donieck | Ukraina | Wyszcza Liha      | 10    | 0      |
| 2011/12 | Szachtar Donieck | Ukraina | Wyszcza Liha      | 21    | 0      |
| 2012/13 | Szachtar Donieck | Ukraina | Wyszcza Liha      | 15    | 3      |
| 2013/14 | Szachtar Donieck | Ukraina | Wyszcza Liha      | 13    | 1      |
| 2014/15 | Szachtar Donieck | Ukraina | Wyszcza Liha      | 11    | 0      |
| 2015/16 | Szachtar Donieck | Ukraina | Wyszcza Liha      | 11    | 1      |
| 2016/17 | Szachtar Donieck | Ukraina | Wyszcza Liha      | 22    | 0      |
| 2017/18 | Kayserispor      | Turcja  | Süper Lig         | 21    | 0      |
| 2018/19 | Kayserispor      | Turcja  | Süper Lig         | 21    | 0      |

## Kariera reprezentacyjna
W reprezentacji Ukrainy Kuczer zadebiutował 7 października 2006 roku w przegranym 0:2 meczu z Włochami, rozegranym w ramach eliminacji do Euro 2008. Natomiast w swoim drugim występie w kadrze przeciwko Szkocji (2:0) wpisał się na listę strzelców.

## Sukcesy

### Sukcesy klubowe
- mistrz Ukrainy: 2008
- wicemistrz Ukrainy: 2007, 2009
- zdobywca Pucharu Ukrainy: 2008
- finalista Pucharu Ukrainy: 2007, 2009
- zdobywca Superpucharu Ukrainy: 2008
- finalista Superpucharu Ukrainy: 2007
- zdobywca Pucharu UEFA: 2009

### Sukcesy reprezentacyjne
- uczestnik 1/4 finału Mistrzostw Świata: 2006

### Odznaczenia
- tytuł Zasłużonego Mistrza Sportu Ukrainy: 2009[5]
- Order „Za odwagę” III klasy: 2009[6].